# Gardianul (film din 1960)

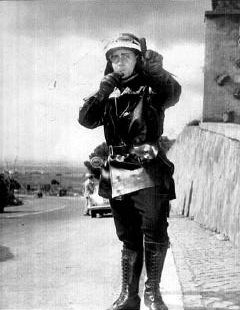
Alberto Sordi în Gardianul

Gardianul (titlul original: în italiană Il vigile) este un film de comedie italian, realizat în 1960 de regizorul Luigi Zampa, protagoniști fiind actorii Alberto Sordi, Vittorio De Sica, Sylva Koscina și Amalia Rospignoli.
Filmul face parte din categoria Commedia all'italiana.

## Conținut
Într-un orășel provincial nu departe de Roma, șomerul Otello Celletti, datorită unui eveniment fortuit (fiul său a salvat de la înec fiul unui consilier municipal) și a insistenței sale obsesive, reușește să fie angajat ca motociclist la gardienii publici.
Importanța și fascinația noii uniforme îi oferă ocazia să se răzbune pentru tachinările suferite din partea vecinilor din cartier și să se răzbune pe aceștia. Destinul îi rezervă o ocazie grozavă și neașteptată lui Othello: într-o zi este chemat să ajute o automobilistă deosebită, rămasă în pană, care nu-i altcineva decât celebra actriță Sylva Koscina. Otello se grăbește să vină în ajutorul femeii și nu ratează ocazia de a îi arăta acesteia cât este de galant, prin contramandarea amenzii pentru lipsa de a avea la ea documentele personale. Actrița povestește despre această întâmplare în timpul apariției sale la televiziune în emisiunea „Il musichiere”, dedicândui chiar un cântec al lui Adriano Celentano intitulat „Il tuo bacio è come un rock”. A iritat prin asta primarul pentru că a fost chemat la raport de prefect care văzuse istorisirea la TV, astfel primarul decide să-l sancționeze pe Otello pentru favoritism.
Othello ia aceste admonestări în serios și începe să devină inflexibil și foarte zelos. Câteva zile mai târziu a oprit mașina primarului din cauza excesului de viteză, l-a amendat în ciuda protestelor vehemente ale acestuia, crezând că primarul îi testează intransigența. Pe de altă parte, primarul s-a înfuriat, deoarece Otello a descoperit cu această ocazie, o relație clandestină a sa și îi e teamă că aceasta va fi dată în vileag tocmai acum în pragul alegerilor. Rezultatul este un scandal imens, în care povestea este folosită pentru scopuri politice de către monarhiștii care fac din Otello viitorul lor candidat la alegeri. Cu toate acestea, la proces, Othello este forțat să se retragă după ce a primit amenințări legate de ilegalitățile făcute de familia sa. 
Gardianul reîncadrat în serviciu, a învățat acum cu cine trebuie să fie sever și cu cine să fie indulgent. Când vede trecând mașina în viteză a primarului, se grăbește să îi facă loc oprind circulația celorlalte vehicule, dar din zgomotele care se aud de după curbă, se deduce că acesta a ajuns la capătul cursei. Primarul este luat de ambulanță și transportat la spital, iar Otello pe motocicletă deschide drumul acesteia. 

## Distribuție
- Alberto Sordi – Otello Celletti
- Vittorio De Sica – primarul
- Sylva Koscina – propriul rol
- Marisa Merlini – Amalia Rospignoli
- Mario Riva – propriul rol
- Nando Bruno – Nando, cumnatul lui Otello
- Mara Berni – Luisa, amanta primarului
- Lia Zoppelli – soția primarului
- Franco Di Trocchio – Remo, fiul lui Otello
- Piera Arico – Assuntina Celletti
- Carlo Pisacane – tatăl lui Otello
- Vincenzo Talarico – avocatul regalist
- Nerio Bernardi – monseniorul Olivieri
- Fausto Guerzoni – pretorul
- Giulio Calì – pastorul
- Rosita Pisano – Lisa
- Mario Passante – comandantul Marinetti
- Riccardo Garrone – locotenentul gardienilor
- Lili Cerasoli – contesa
- Mario Scaccia – avocatul apărării